# Мілтон (округ Ольстер, Нью-Йорк)
Мілтон (англ. Milton) — переписна місцевість (CDP) в США, в окрузі Ольстер штату Нью-Йорк. Населення — 1650 осіб (2020).

## Географія
Мілтон розташований за координатами 41°39′22″ пн. ш. 73°58′11″ зх. д. / 41.65611° пн. ш. 73.96972° зх. д. (41.656220, -73.969625).  За даними Бюро перепису населення США в 2010 році переписна місцевість мала площу 7,80 км², з яких 7,67 км² — суходіл та 0,13 км² — водойми.

## Демографія
Згідно з переписом 2010 року, у селищі мешкали 1403 особи в 540 домогосподарствах у складі 374 родин. Густота населення становила 180 осіб/км².  Було 593 помешкання (76/км²).
Расовий склад населення:
| - 90,2 % — білих - 4,6 % — чорних або афроамериканців - 0,8 % — азіатів - 0,6 % — корінних американців - 2,1 % — осіб інших рас |

До двох чи більше рас належало 1,9 %. Частка іспаномовних становила 10,0 % від усіх жителів.
За віковим діапазоном населення розподілялося таким чином: 20,7 % — особи молодші 18 років, 68,8 % — особи у віці 18—64 років, 10,5 % — особи у віці 65 років та старші. Медіана віку мешканця становила 40,6 року. На 100 осіб жіночої статі у селищі припадало 103,9 чоловіків;  на 100 жінок у віці від 18 років та старших — 103,1 чоловіків також старших 18 років.
Середній дохід на одне домашнє господарство  становив 73 240 доларів США (медіана — 60 972), а середній дохід на одну сім'ю — 81 931 долар (медіана — 69 943). Медіана доходів становила 50 357 доларів для чоловіків та 42 411 долар для жінок. За межею бідності перебувало 11,3 % осіб, у тому числі 11,1 % дітей у віці до 18 років та 13,7 % осіб у віці 65 років та старших.
Цивільне працевлаштоване населення становило 740 осіб. Основні галузі зайнятості: освіта, охорона здоров'я та соціальна допомога — 29,1 %, роздрібна торгівля — 24,1 %, транспорт — 10,7 %, мистецтво, розваги та відпочинок — 4,1 %.